# Barghach ben Saïd
Pour les articles homonymes, voir ben Saïd.
Sayyid Barghach bin Said Al-Busaid (arabe : برغش بن سعيد البوسعيد), né en 1837 et mort le 26 mars 1888, fils de Said bin Sultan Al-Busaid, est le troisième sultan de Zanzibar. Il dirige le sultanat du 7 octobre 1870 au 26 mars 1888. Il est le troisième sultan à régner sur Zanzibar mais le deuxième de manière directe. En effet, son prédécesseur, le sultan Majid bin Said, l'est indirectement en tant que premier sultan de Mascate et Oman et en 1870, lorsque Barghach bin Said devient sultan, Zanzibar a déjà obtenu son indépendance depuis 1861.

## Biographie

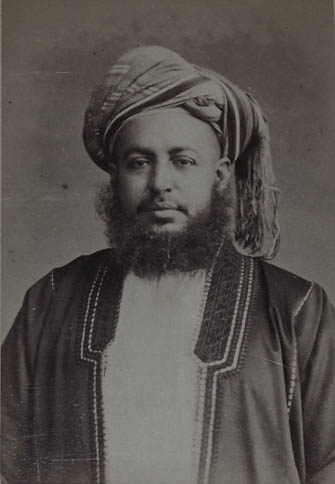
Portrait de Barghash bin Said.

Alors que son frère Majid règne, il mène en 1860 une révolte pour expulser les Britanniques de l'île, mais il échoue et ces derniers obtiennent son exil à Bombay. Il y forme une vision du monde plus moderne, qui l'amène pendant son règne à visiter le Royaume-Uni et l'Égypte. 
Barghach bin Said est notable pour avoir largement développé les infrastructures de Stone Town et avoir mis fin au commerce des esclaves dans l'archipel. En 1873, John Kirk avait informé le sultan qu'un blocus total de l'île était imminent. Barghach signa à contrecœur le traité anglo-zanzibari qui abolit la traite des esclaves dans les territoires du sultan, ferma tous les marchés d'esclaves et protégea les esclaves libérés.
Son successeur est Khalifah bin Said.